# Pontecurone
Pontecurone är en ort och kommun i provinsen Alessandria i regionen Piemonte i Italien. Kommunen hade 3 550 invånare (2018).